# Aphoebantus balteatus
Aphoebantus balteatus är en tvåvingeart som beskrevs av Axel Leonard Melander 1950. Aphoebantus balteatus ingår i släktet Aphoebantus och familjen svävflugor.
Artens utbredningsområde är Arizona. Inga underarter finns listade i Catalogue of Life.